# Lucciana
Lucciana är en kommun i departementet Haute-Corse på ön Korsika i Frankrike. Kommunen ligger i kantonen Borgo som tillhör arrondissementet Bastia. År 2022 hade Lucciana 6 354 invånare.

## Befolkningsutveckling
Antalet invånare i kommunen Lucciana
Referens:INSEE